# SPINT1
SPINT1‏ (Serine peptidase inhibitor, Kunitz type 1) هوَ بروتين يُشَفر بواسطة جين SPINT1 في الإنسان.